# ヤヒ

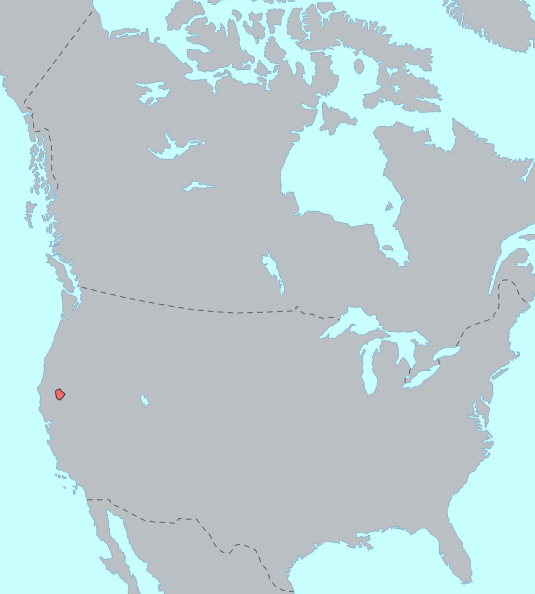
ヤヒ族の居住地域

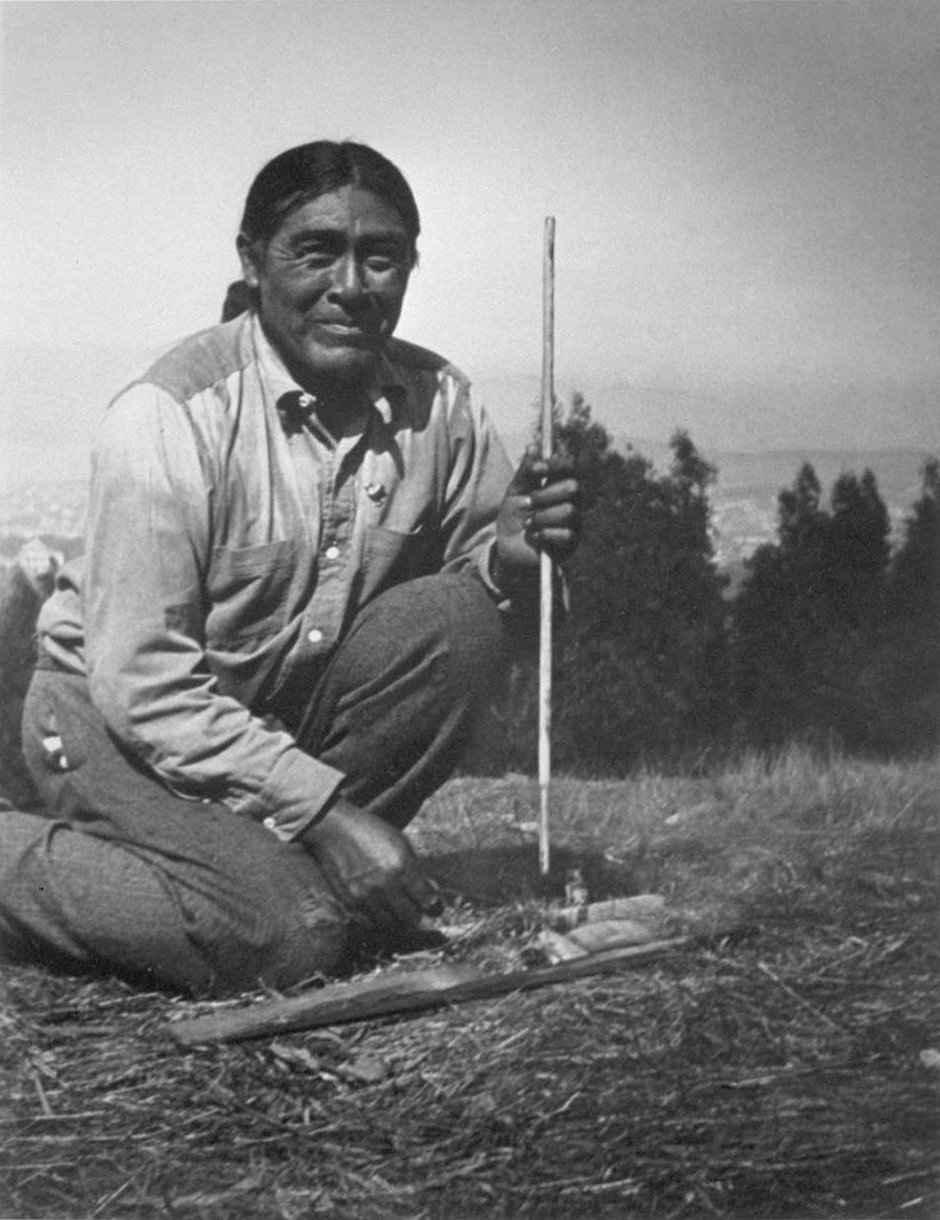
イシ、ヤヒ族の最後の男性

ヤヒ族（Yahi）は、アメリカのカリフォルニア州にかつて定住していたインディアン（ネイティブ・アメリカン）部族である。「ヤヒ」は、彼らの言葉で「人々」の意。

## 歴史
ヤナ族の支族に当たり、山間部を狩り場とした移動型狩猟採集民だった。19世紀後半に白人入植者の大量殺戮によって壊滅させられ、1916年に最後の一人が死んで滅亡してしまった。
1849年頃カリフォルニアの鉱山地区はゴールドラッシュの最中にあり、インディアンの土地が白人たちによって強奪されていった。1860年、これに怒ったヤヒ族を始め数多くの部族が鉱山区域近くで、部族の土地を荒らす白人入植者を攻撃し、血で血を洗う抗争となった。白人は復讐としてインディアン部族の村々を襲い、虐殺を繰り返した。
こうして400人ほどいたヤヒ族は、ヤヒ族を憎む白人入植者が組織した私兵や賞金目当ての白人ハンターの攻撃で虐殺されていき、生き残ったわずかのヤヒ族部族民は山中に逃げ隠れ、ヤヒ族は絶滅したと思われていた。その後、1911年11月に瘠せ細った1人のヤヒ族の男性がカリフォルニア州北部の町オロビルの屠殺場に現れた。彼は「1870年に自分と家族5人と生き残りの部族員20人と共に、森林地帯に隠れ住んでいたが、家族をはじめ他の部族の者は死に、自分だけが生き残った」と語った。オロビルの保安官は1911年9月4日、彼を引き取りたいとするサンフランシスコのカリフォルニア人類学博物館大学の人類学者トマス・T・ウォーターマンに引渡し、彼は保護されながらそこで暮らすことになった。彼は本当の名を教えず、ヤヒ語で人間を意味するイシ（Ishi）と名乗った。イシはヤヒ族の文化や言語などの記録に協力したが、1916年に結核で亡くなり、ヤヒ族は事実上滅亡した。